# Biserica de lemn din Drăgoiești, Suceava
Biserica de lemn „Nașterea Maicii Domnului” din Drăgoiești este un lăcaș de cult ortodox construit în perioada 1816-1819 în satul Drăgoiești din comuna omonimă aflată în județul Suceava. Edificiul religios se află localizat în centrul satului și are hramul Nașterea Maicii Domnului, sărbătorit la data de 8 septembrie.
Biserica de lemn din Drăgoiești nu a fost inclusă pe Lista monumentelor istorice din județul Suceava, în ciuda vechimii sale.

## Istoricul localității
Denumirea satului Drăgoiești provine de la numele lui Drăgoi cel Bătrân, deși unele surse afirmă că s-ar trage de la numele lui Drăgoi Viteazul, amintit într-un document din 6 mai 1389 din timpul domniei lui Petru al II-lea Mușat (1375-1391) ca „Draguy Marscalus”, vornic de Tulova, dar care își avea curțile la Drăgoiești.
Din cauza faptului că uricele lui Drăgoi Viteazul pentru satele Drăgoiești, Lucăcești, Botești și Căcăceani se pierduseră, domnitorul Ștefan cel Mare (1457-1504) a emis la 3 decembrie 1462 un uric prin care întărea aceste moșii lui Lațco, ginerele lui Romașco și nepotul lui Drăgoi Viteazul. Acel act este considerat a fi prima atestare documentară a satului Drăgoiești. Moșia a trecut apoi la sora lui Lațco, Vasutca, jupâneasa lui Stanciul aurarul, fiind întărită printr-un uric la 24 septembrie 1498.
Cele patru sate menționate mai sus (Drăgoiești, Lucăcești, Botești și Căcăceani) au fost dăruite la 5 aprilie 1558 Mănăstirii Voroneț de către monahul Teodosie și sora lui, Odochița, copiii lui Drăgoi, feciorul Vasutcăi și al lui Stanciu aurarul.
În a doua jumătate a secolului al XVIII-lea s-au stabilit la Drăgoiești mai multe familii de emigranți ardeleni (10 familii s-au stabilit în perioada 1756-1773, apoi alte 10 familii în 1778). În anul 1774, satul Drăgoiești avea 47 de familii de țărani.

## Istoricul bisericii
Biserica de lemn din Drăgoiești a fost construită între anii 1816-1819 cu cheltuiala sătenilor. Ea a fost sfințită în 1821 de către episcopul Daniil Vlahovici al Bucovinei (1789-1822). Lăcașul de cult a fost dotat cu un nou iconostas în 1829, care a fost înlocuit în 1865 cu un altul mai nou, care a fost pictat în anul 1869.
După cum atestă șematismele Episcopiei Bucovinei, Parohia Drăgoiești avea în 1843 un număr de 1.049 enoriași. Ca paroh slujea preotul Constantin Vorobchievici, care se îngrijea și de credincioșii ortodocși din Vornicenii Mari (Józseffalva). Comunitatea ortodoxă din sat a crescut, iar în 1876 numărul enoriașilor ajunsese la 1.683, paroh fiind Petru de Androhovici. În 1890 Parohia Drăgoiești era păstorită de parohul Atanasie Procopovici. În anul 1907 preot paroh era Gavriil Boca, născut în 1877 și hirotonit preot în 1905.
După cum se precizează în „Anuarul Mitropoliei Bucovinei pe anul 1937”, Biserica „Adormirea Maicii Domnului” din Câmpulung Moldovenesc avea o casă parohială de cărămidă, o casă a cooperatorului de cărămidă, o sesie parohială de 12 hectare, o sesie a cooperatorului de 6 hectare, o sesie a cântărețului de 3 hectare și o sesie a ponomarului de 1 hectar. Parohia avea în îngrijire spirituală 870 familii cu 3.480 credincioși. Ea avea o biserică filială la Vorniceni (construită în 1905). În acel an, comunitatea ortodoxă din Drăgoiești era păstorită de preotul administrator parohial Dimitrie Teleagă (născut în 1864) și preotul cooperator Calistrat Caciur (născut în 1908).
Deoarece lăcașul de cult se deteriorase odată cu trecerea timpului, în perioada păstoririi preotului paroh Gheorghe Roșu, au fost efectuate lucrări de reparații la biserică, care s-au întins pe durata a opt ani (1937-1945). După finalizarea acestora, lăcașul de cult a fost resfințit la 28 octombrie 1945 de arhiereul Emilian Antal, locțiitor de mitropolit al Bucovinei.
În anii 1960 peste acoperișul inițial din șindrilă a fost așezată o învelitoare din tablă galvanizată.
O nouă serie de reparații capitale au fost începute în februarie 1979, în timpul păstoririi preotului Nichita I. Niga (1978-2004) și cu cheltuiala enoriașilor. Aceste lucrări au constat în:
- acoperirea bisericii pe exterior cu șindrilă fasonată cu model;
- decofrarea acoperișului aflat deasupra pridvorului și construirea unui turn;
- tencuirea și pictarea în tehnica tempera în ulei a pereților interiori. Pictura a fost începută de către pictorul Vasile Popescu și finalizată de unul dintre ajutoarele sale, Gheorghe Drăgoi din Bosanci;
- înlocuirea întregului mobilier din interiorul bisericii cu strane și tetrapoade din stejar masiv sculptat de către Simion Șfeț din Suceava.

Lucrările au fost finalizate în vara anului 1982, iar recepționarea finală a acestora a fost făcută la 7 octombrie 1982 de către preotul Mandache Ciobotar, protoiereul Sucevei. Astfel, la 30 octombrie 1983 a avut loc resfințirea bisericii de către episcopul-vicar Pimen Suceveanul al Arhiepiscopiei Iașilor, acest fapt fiind atestat și de pisania amplasată pe peretele din interiorul pridvorului.
În imediata apropiere a bisericii, înspre vest, se află un turn clopotniță construit tot din lemn. El a fost refăcut din temelie în perioada 1980-1982 tot din lemn, fiind căptușit în exterior cu șindrilă fasonată cu model și acoperit cu tablă zincată. În clopotniță se află trei clopote: două clopote mari și mai noi și unul de dimensiuni foarte mici. Acest clopot cântărește 167 kg și are imprimată inscripția: „GEGOSSEN VON ANDREAS GEIB IN CZERNOWITZ 1879” („Turnat de Andreas Geib la Cernăuți, în 1879”). Philipp Andreas Geib se născuse la 13 martie 1832 în Galiția și făcea parte dintr-o familie renumită de fabricanți de clopote. El se mutase cu familia sa la Cernăuți în 1868 și deținea un atelier în Siebenbürgerstrasse nr. 85.
În anul 2000, s-a înființat Parohia Drăgoiești II prin separarea de Parohia Drăgoiești I.

## Arhitectura bisericii
Biserica de lemn din Drăgoiești este construită în totalitate din bârne de stejar. Ea se sprijină pe un soclu din piatră de râu. Pereții din bârne sunt placați cu șindrilă fasonată cu model, de culoare verzuie, pentru a proteja edificiul de intemperii. Edificiul are un acoperiș înalt din tablă zincată, cu o turlă mare pe naos și trei turle false pe pridvor, pronaos și altar.
Monumentul are formă de cruce (plan triconc), cu abside laterale pentagonale. Absida altarului de formă poligonală, precum și pridvorul pătrat, sunt decroșate față de restul corpului construcției. Biserica are o lungime de 26.60 metri, lățimea de 12.70 metri și înălțimea de 10 metri. Lăcașul de cult este prevăzut cu două uși (una în peretele sudic al pridvorului și cealaltă în peretele sudic al absidei altarului).
Cele trei cruci aflate pe acoperișul bisericii au la bază o semilună confecționată din fier forjat.
În interior, biserica este împărțită în patru încăperi: pridvor, pronaos, naos și altar. În fiecare absidă laterală este practicată câte o fereastră terminată în arc de cerc. Inițial, lăcașul de cult avea o pardoseală din lespezi mari de piatră.

## Imagini

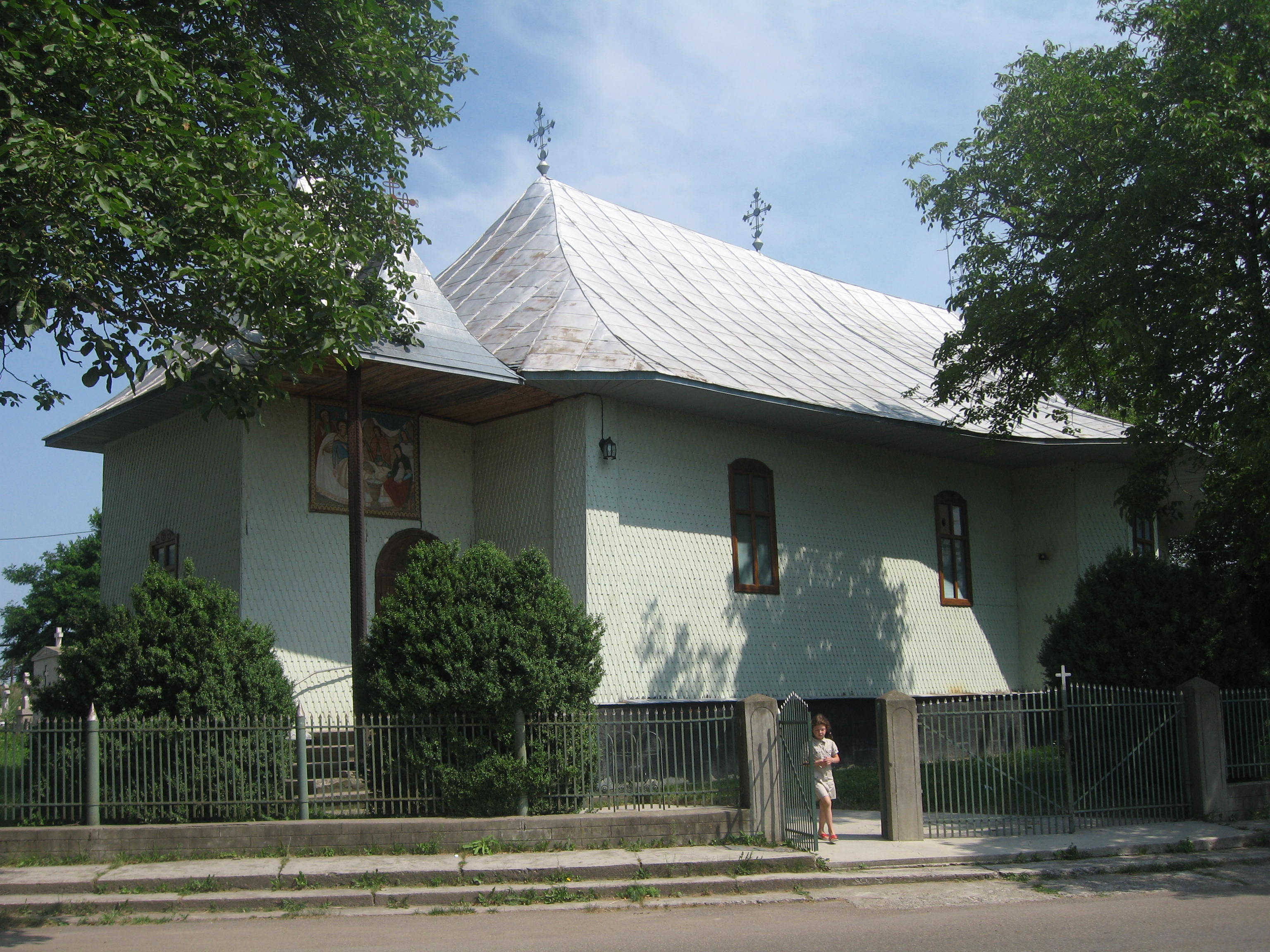
Biserica pe latura sud-vestică
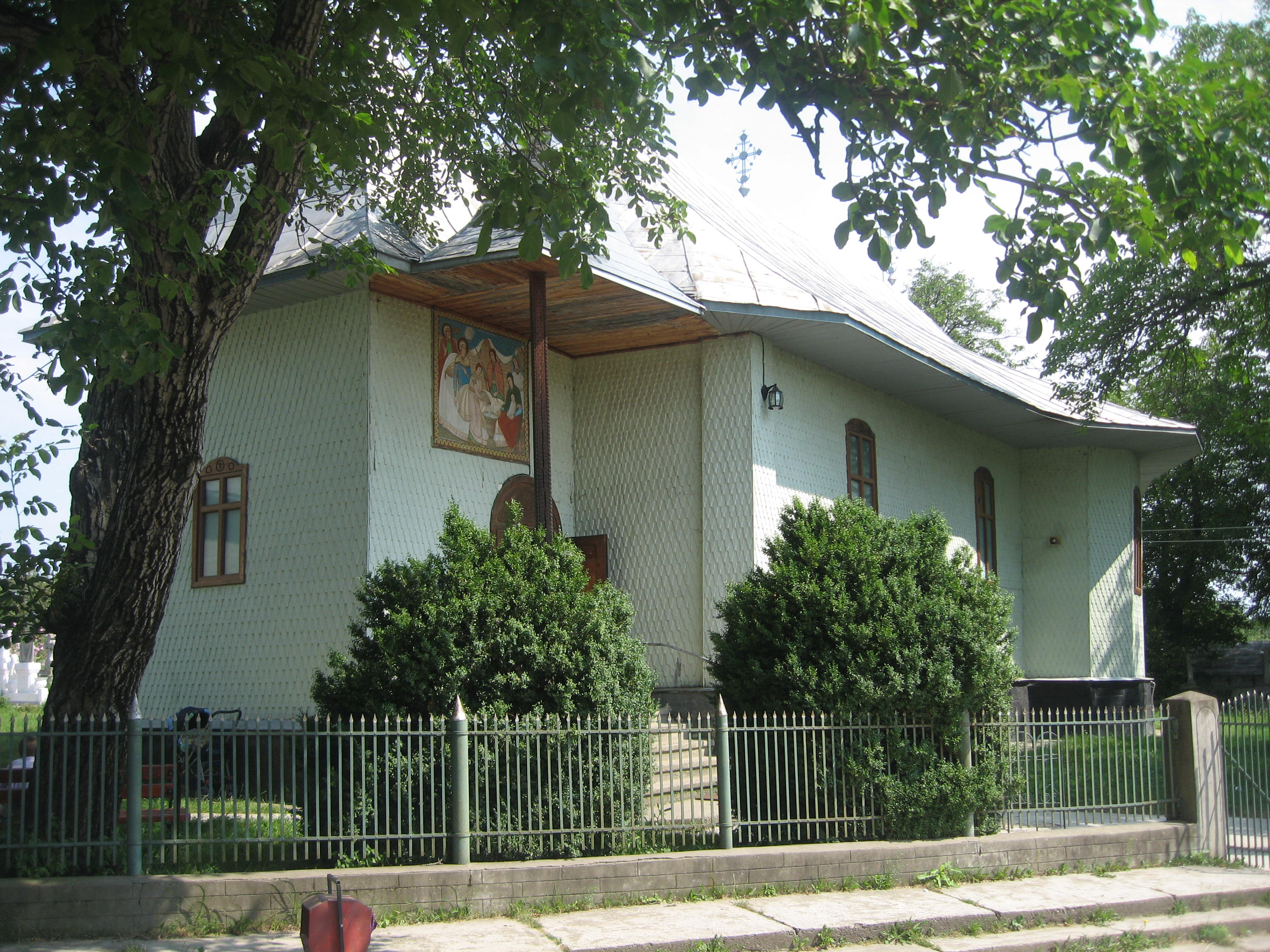
Biserica pe latura sud-vestică
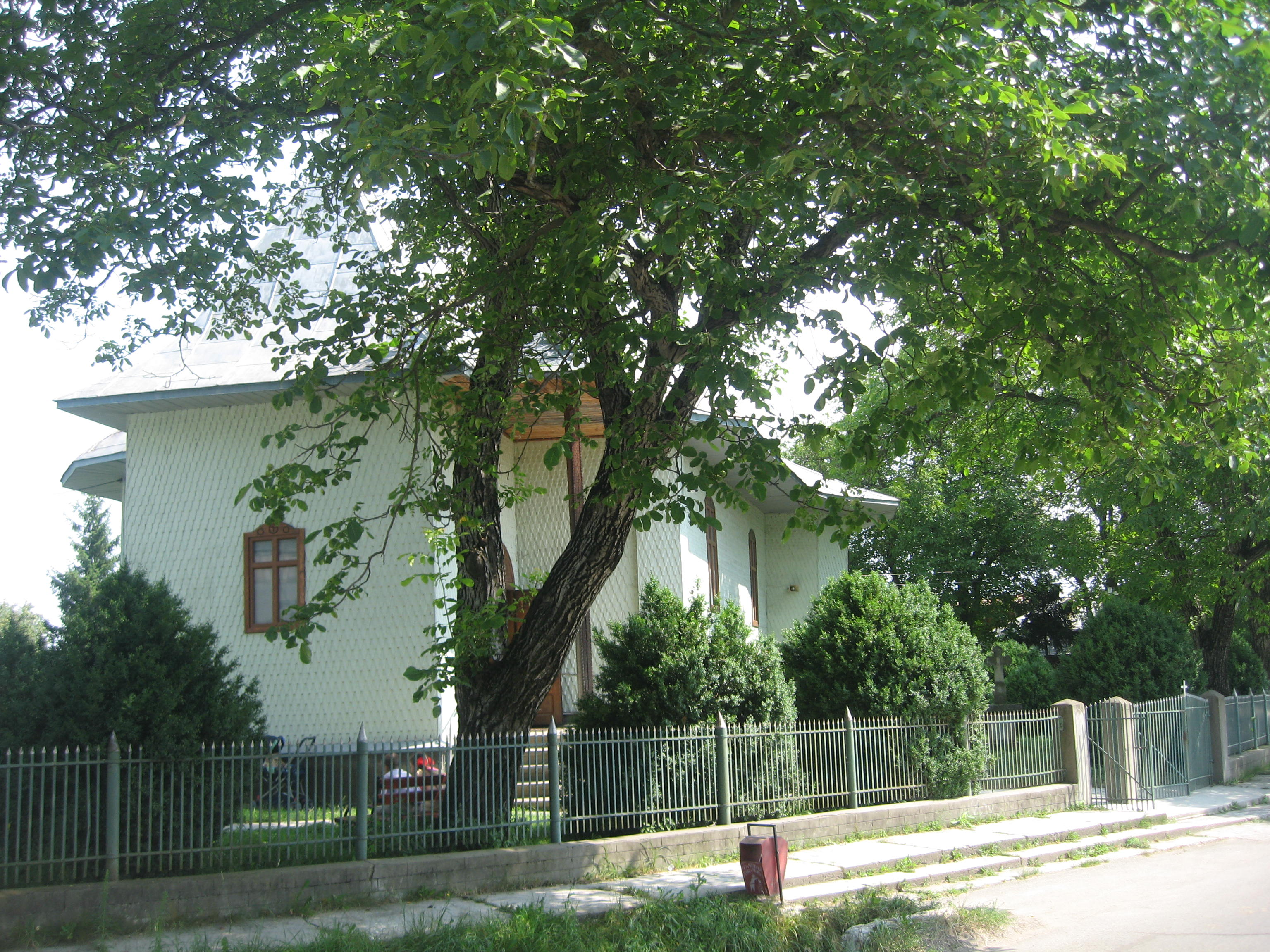
Biserica pe latura sud-vestică
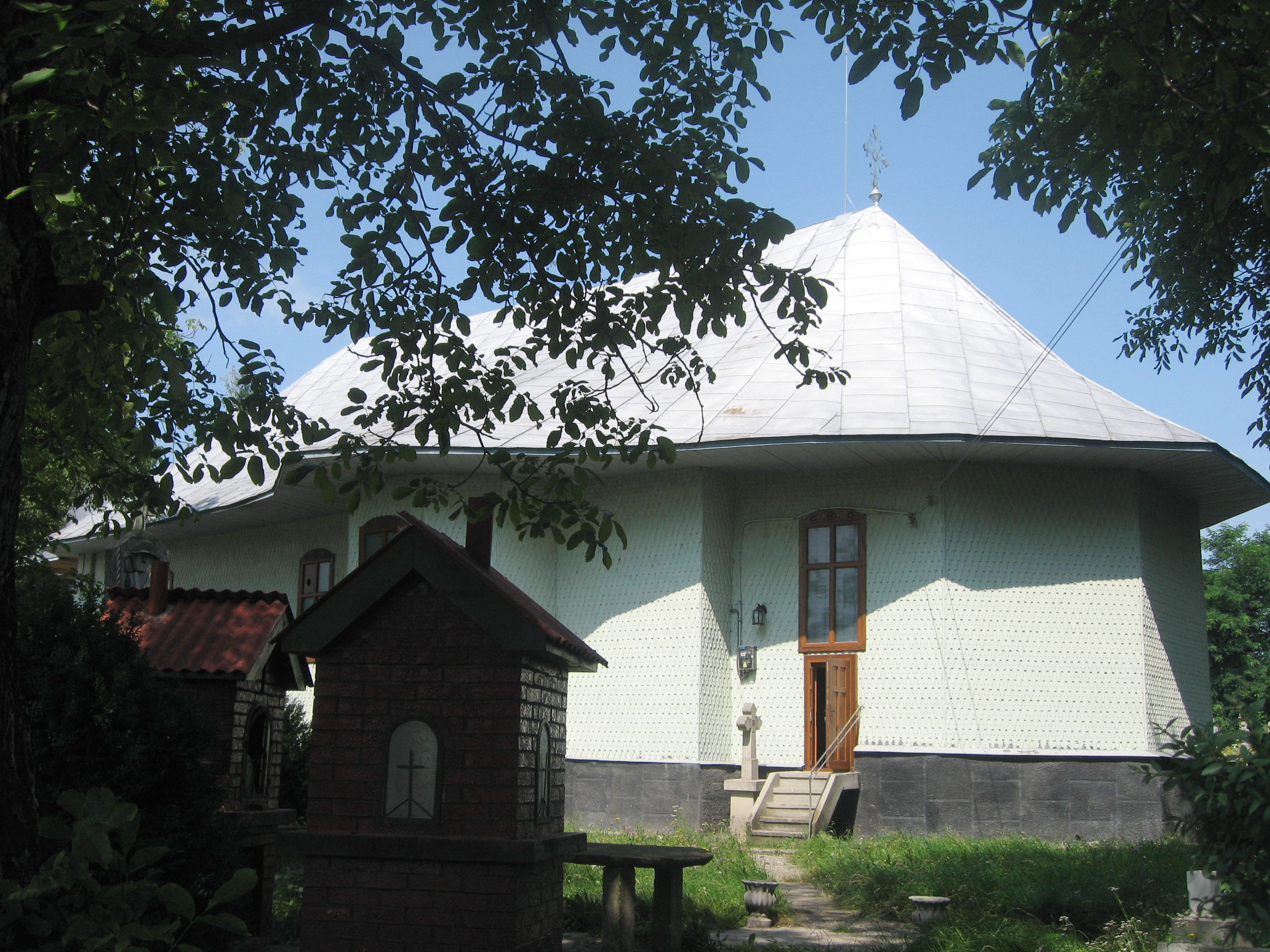
Biserica pe latura sudică
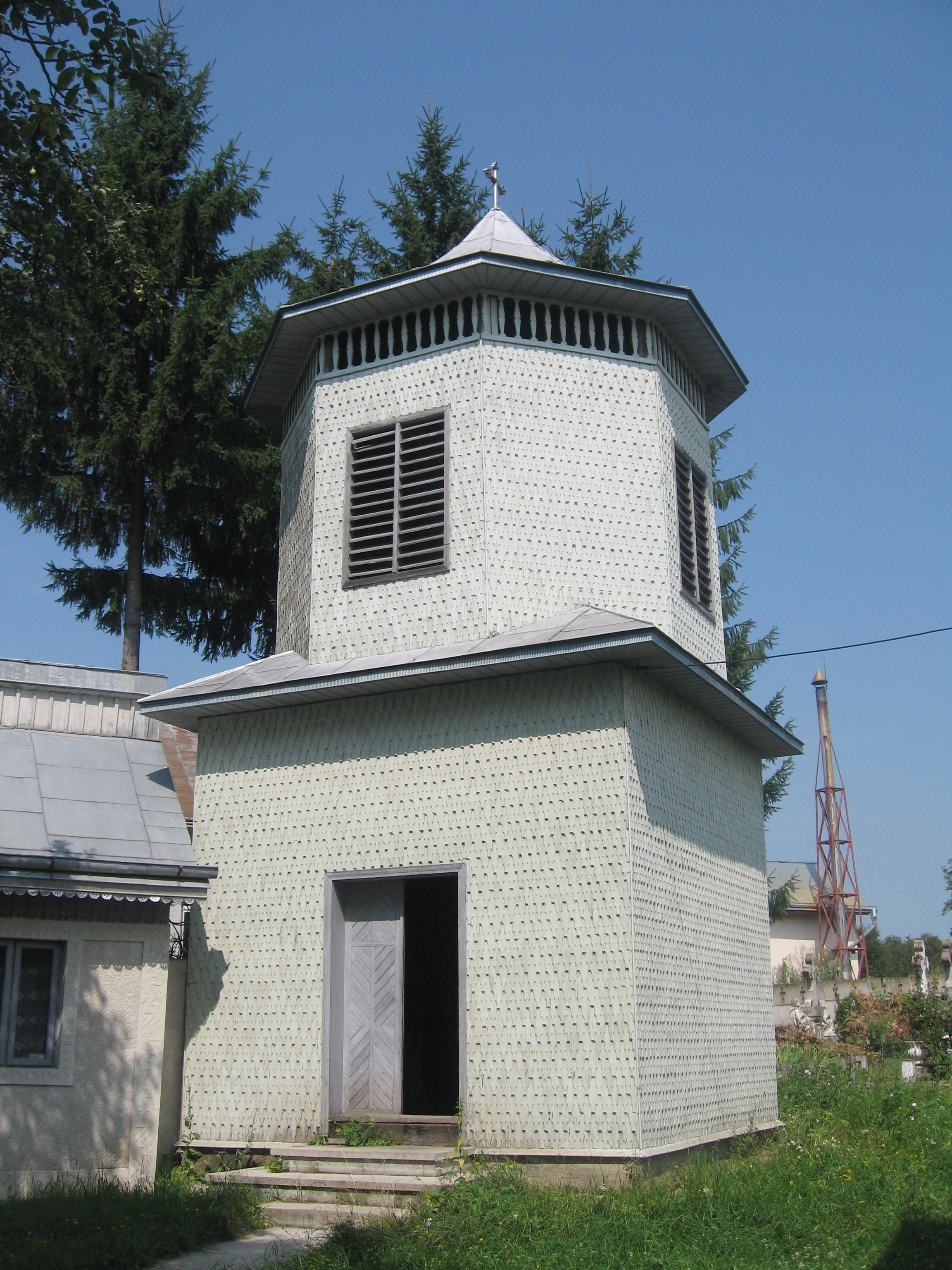
Turnul clopotniță
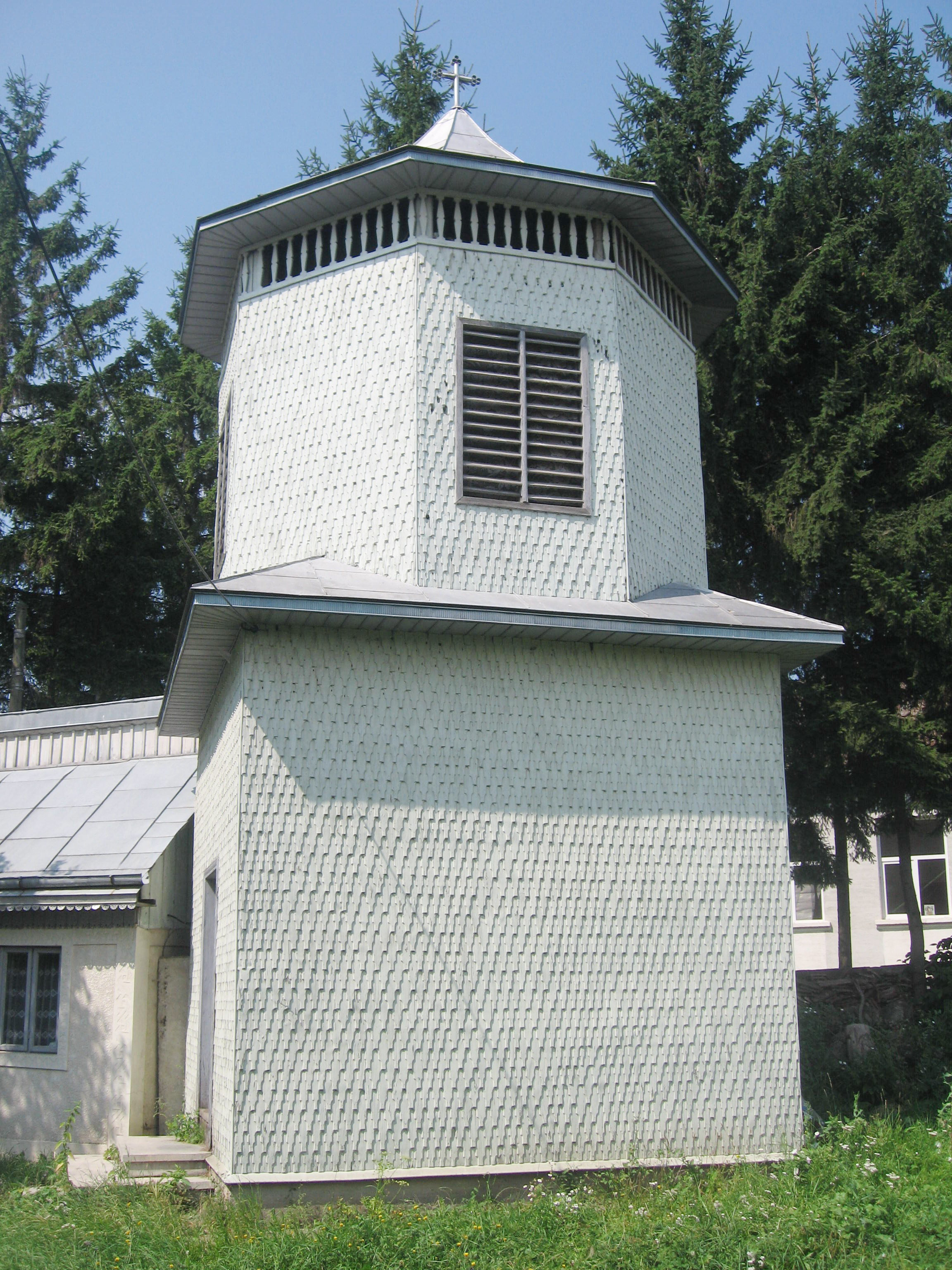
Turnul clopotniță